# Пембрук (Джорджія)
Пембрук (англ. Pembroke) — місто (англ. city) в США, в окрузі Браян штату Джорджія. Населення — 2513 особи (2020).

## Географія
Пембрук розташований за координатами 32°8′40″ пн. ш. 81°37′1″ зх. д. / 32.14444° пн. ш. 81.61694° зх. д. (32.144519, -81.616904).  За даними Бюро перепису населення США в 2010 році місто мало площу 19,87 км², з яких 19,63 км² — суходіл та 0,23 км² — водойми.

## Демографія
Згідно з переписом 2010 року, у місті мешкало 2196 осіб у 834 домогосподарствах у складі 583 родин. Густота населення становила 111 особа/км².  Було 1006 помешкань (51/км²).
Расовий склад населення:
| - 60,5 % — білих - 34,6 % — чорних або афроамериканців - 1,3 % — азіатів - 0,5 % — корінних американців - 0,1 % — вихідців з тихоокеанських островів - 1,9 % — осіб інших рас |

До двох чи більше рас належало 1,2 %. Частка іспаномовних становила 3,2 % від усіх жителів.
За віковим діапазоном населення розподілялося таким чином: 26,6 % — особи молодші 18 років, 60,4 % — особи у віці 18—64 років, 13,0 % — особи у віці 65 років та старші. Медіана віку мешканця становила 35,9 року. На 100 осіб жіночої статі у місті припадало 90,1 чоловіків;  на 100 жінок у віці від 18 років та старших — 82,6 чоловіків також старших 18 років.
Середній дохід на одне домашнє господарство  становив 50 296 доларів США (медіана — 36 314), а середній дохід на одну сім'ю — 64 368 доларів (медіана — 56 971). Медіана доходів становила 43 077 доларів для чоловіків та 23 781 долар для жінок. За межею бідності перебувало 27,9 % осіб, у тому числі 28,2 % дітей у віці до 18 років та 14,6 % осіб у віці 65 років та старших.
Цивільне працевлаштоване населення становило 1044 особи. Основні галузі зайнятості: освіта, охорона здоров'я та соціальна допомога — 16,5 %, роздрібна торгівля — 16,3 %, виробництво — 12,6 %, мистецтво, розваги та відпочинок — 9,5 %.